# Јасна Парлић Божовић
Јасна Парлић Божовић је редовна професорка Катедре за педагогију Филозофског факултета Универзитета у Приштини.

## Биографија
Дипломирала је педагогију на Филозофском факултету Универзитета у Приштини 1993, магистрирала са тезом „Образовање и васпитање у делима српских педагога између два светска рата” 13. јуна 2000. и докторирала са дисертацијом „Педагошко учење и просветни рад Сретена Аџића” 5. априла 2005. Учествовала је у научно–истраживачком пројекту „Школе на Косову и Метохији у условима друштвене кризе” 2010. године који је одобрило Министарство за науку и технологију и научно–истраживачком пројекту „Косово и Метохија између националног идентитета и евроинтеграција” које је финансирало Министарство просвете Републике Србије. Члан је Међународне асоцијације православних научника од 1. новембра 2015. Истражује историју педагогије, историју педагошких идеја, развој педагошких идеја у Србији, породичну педагогију, педагогију слободног времена и методику друштвено–хуманистичког образовања.

### Монографије
- Јасна Љ. Парлић Божовић, Образовање и васпитавање у делима српских педагога, 2004. Институт за српску културу, Приштина, Лепосавић, стр.1—130.
- Јасна Љ. Парлић Божовић, Педагошко учење и просветни рад Сретена Аџића, 2007, Филозофски факултет Универзитета у Приштини, Косовска Митровица, стр. 1—252.
- Јасна Љ. Парлић Божовић, Образовање и васпитање у делима српских педагога између два светска рата (1918—1941), 2010, Филозофски факултет Универзитета у Приштини, Косовска Митровица, стр. 1—129.
- Јасна Љ. Парлић Божовић, Историја педагошких идеја у Србији, 2011, Филозофски факултет Универзитета у Приштини, Косовска Митровица, стр. 1—117.
- Јасна Љ. Парлић Божовић, Историја и развој педагошких идеја у Србији, 2015, Филозофски факултет Универзитета у Приштини, Косовска Митровица, стр. 1—450.

### Прикази и чланци
- Јасна Парлић Божовић, Мрежа основних школа на подручју општине Вучитрн од 1912. године до данас, Косово и Метохија 1912—2012, Уредници и приређивачи проф. др Бранко Јовановић, проф. др Урош Шуваковић, Филозофски факултет Универзитета у Приштини, 2012, Косовска Митровица, од стр. 517 до стр. 536.
- Бранко Јовановић, Јасна Љ. Парлић Божовић, Улога наставе у остваривању циљева националног и интеркултурног васпитања, Настава и учење – стање и проблеми, Учитељски факултет у Ужицу Универзитета у Крагујевцу, 2011, стр. 149—164.
- Бранко Јовановић, Јасна Љ. Парлић Божовић, Педагошки аспект посматрања васпитне интенције у Арбанашкој студији Богумила Храбака, Живот и дело академика Богумила Храбака, Филозофски факултет Универзитета у Приштини, Косовска Митровица, 2011, стр. 337—348.
- Јасна Љ. Парлић Божовић, Илинка Мушикић, Актуелност феномена активне наставе са посебним освртом на схватања Адолфа Феријера, Косово и Метохија 1912—2012, Филозофски факултет Универзитета у Приштини, Косовска Митровица, 2012, стр. 503—516.
- Парлић Божовић Љ. Јасна, Актуелност инклузивног и корективног васпитно–образовног рада у школи, Васпитање за хумане односе – проблеми и перспективе, Ниш, Филозофски факултет Универзитета у Нишу – Центар за педагошка истраживања. Зборник центра за педагошка истраживања, Департман за педагогију, Ниш, 2011.
- Јасна Љ. Парлић Божовић, Интеркултурално схватање школе као неминовност глобализационе адаптације, Глобализација и десуверенизација, Филозофски факултет Универзитета у Приштини, Косовска Митровица, Српско социолошко друштво, Институт за упоредно право, 2013, стр. 701—722.
- Јасна Љ. Парлић Божовић, Историјски аспекти облика васпитног деловања појединаца у друштву, Појединац–Породица–Друштво у транзицији, Филозофски факултет Универзитета у Приштини, Косовска Митровица, 2013, стр. 384—400.
- Јасна Љ. Парлић Божовић, Пећка патријаршија–корени српске писмености на подручју Косова и Метохије, Косово и Метохија у цивилизацијским токовима, књ. 5, Филозофски факултет Универзитета у Приштини, Косовска Митровица, 2010, 5, стр. 43—50.
- Јасна Љ. Парлић Божовић, Илинка Мушикић, Активна настава на подручју Косова, Косово и Метохија у цивилизацијским токовима, књ. 5, Филозофски факултет Универзитета у Приштини, Косовска Митровица, 2010, стр. 193—207.
- Јасна Љ. Парлић Божовић, Специфичност и значај интеркултуралног образовања у савременој школи, Улога образовања и васпитања у развијању хуманистичких, интеркултуралних и националних вредности, Филозофски факултет Универзитета у Приштини, Косовска Митровица, 2014, стр. 677—704.
- Јасна Љ. Парлић Божовић, Савремена школа у функцији прилагођавања ученика актуелним променама у друштву, МЛАДИ И ДРУШТВЕНЕ ПРОМЕНЕ – ИЗМЕЂУ НАЦИОНАЛНОГ ИДЕНТИТЕТА И ЕВРОИНТЕГРАЦИЈА, Филозофски факултет Универзитета у Приштини, Косовска Митровица, 2014, стр. 275—290.
- Јасна Љ. Парлић Божовић, Циљ васпитања у Горском вијенцу Петра II Петровића Његоша, Од косовског завета до Његошевог макрокозма Петар Петровић Његош (1813—2013), Филозофски факултет Универзитета у Приштини, Косовска Митровица, 2014, стр. 433—450.
- Јасна Љ. Парлић Божовић, Јелена Љ. Парлић Милосављевић, Историјски приступ савременим концепцијама перманентног учења у току процеса старења 199—219, Зборник радова Филозофског факултета Универзитета у Приштини, 2016.
- Јасна Љ. Парлић Божовић, Уредник 5. књиге Косово и Метохија у цивилизацијским токовима, Међународни тематски зборник, Косовска Митровица, 2010, стр. 1—527.
- Драгиша Бојовић, Јасна Љ. Парлић Божовић, Снежана Башчаревић, Уредници тематског зборника Стари Колашин, Тематски зборник у издању Старог Колашина, Зубин Поток, 2012.
- Бранко Јовановић, Јасна Љ. Парлић Божовић, Педагошки аспект посматрања васпитне интенције у Арбанашкој студији Богумила Храбака, Живот и дело академика Богумила Храбака, 2011, Филозофски факултет Универзитета у Приштини, Косовска Митровица, стр. 57—59.
- Јасна Љ. Парлић Божовић, Историјски аспекат облика васпитног деловања појединца у друштву, Појединац, породица и друштво у транзицији, Филозофски факултет Универзитета у Приштини, Косовска Митровица, 2012, стр. 12—14.
- Јасна Љ. Парлић Божовић, Јелена Парлић Милосављевић, Фактори развитка личности у развојним условима глобализације, Наука и глобализација, Филозофски факултет, Пале Универзитета у Источном Сарајеву, Република Српска (БиХ), 2013, стр. 303—304.
- Јасна Љ. Парлић Божовић, Циљ васпитања у Горском вијенцу Петра Петровића Његоша, Од косовског завета до Његошевог макрокозма: Петар II Петровић Његош (1813—2013), Филозофски факултет Универзитета у Приштини, Косовска Митровица, 2013, стр. 104—107.
- Јасна Љ. Парлић Божовић, Савремена школа у функцији прилагођавања ученика актуелним променама у друштву, Млади и друштвене промене – између националног идентитета и евроинтеграција, 2013, Филозофски факултет Универзитета у Приштини, Косовска Митровица, стр. 33—34.
- Јасна Љ. Парлић Божовић, Културно наслеђе Косова и Метохије, Књига сажетака тематског зборника од водећег националног значаја, Прва школа у Ибарском Колашину у окриљу манастира Дубоки Поток (стр. 68), Канцеларија за Косово и Метохију, Универзитет у Приштини.
- Јасна Љ. Парлић Божовић, Јелена Љ. Парлић Милосављевић, Историјски приступ савременим концепцијама перманентног учења у току процеса старења, Старење и квалитет живота: транзиција и евроинтеграције, Косовска Митровица: Филозофски факултет Универзитета у Приштини, Београд, Геронтолошко друштво Србије, 2014, стр. 20—22.
- Јасна Љ. Парлић Божовић, Стваралачка делатност Сретена Аџића у време његовог духовног страдања због трагедија које су у време Првог светског рата пратиле његову породицу у Зборнику резимеа са Међународне научне конференције Век српске голготе 1915—2015, Косовска Митровица 2015, стр.184—186.
- Јасна Љ. Парлић Божовић, Приказ књиге у часопису Иновације у настави, проф. Др Јасна Љ. Парлић Божовић, Бол. 27, бр. 4, 2014. године. Учитељски Факултет у Београду XXVII 2014/4 стр.119—120, Часопис „Учитељ” Република Србија, 214 стр.
- Јасна Парлић Божовић, Драгана Божовић, Савремена наставно–образовна технологија у функцији традиционалних и савремених комуниколошких вештина наставника, Зборник сажетака са Научног скупа са међународним учешћем, Учитељски факултет у Призрену, 1. и 2. јун 2017.
- Јасна Љ. Парлић Божовић, Развој вредности и значаја религије у васпитању, Наука без граница, Зборник резимеа са Међународног научног скупа у организацији Филозофског факултета Универзитета у Приштини са привременим седиштем у Косовској Митровици, 21—22. септембра 2017.
- Јасна Љ. Парлић Божовић, Стваралачка делатност Сретена Аџића у време његовог духовног страдања због трагедија које су у време Првог светског рата пратиле његову породицу, у Зборнику резимеа са Међународне научне конференције Век српске голготе 1915—2015, Косовска Митровица 2015, стр.184—186.
- Јасна Љ. Парлић Божовић (2015). Настава и педагошка пракса из угла Сретена Аџића. У: А. Мандак (ур) 2015. Зборник сажетака с научног скупа с међународним учешћем Настава и наука у времену и простору, одржаног у Лепосавићу, 6—7. март 2015. Универзитет у Приштини – Косовска Митровица Учитељски факултет у Призрену – Лепосавић.
- Јасна Љ. Парлић Божовић, Прва школа у Ибарском Колашину у окриљу манастира Дубоки Поток, Културно наслеђе Косова и Метохије: историјске тековине Србије на Косову и Метохији и изазови будућности, Филозофски факултет Универзитета у Приштини, Косовска Митровица, Канцеларија за КиМ Владе Републике Србије, 2013, стр. 68—68.
- Јасна Љ. Парлић Божовић (2015). Настава и педагошка пракса из угла Сретена Аџића. У: Ж. Миленовић и С. Башчаревић (ур) 2015. Зборник радова с научног скупа с међународним учешћем Настава и наука у времену и простору, одржаног у Лепосавићу, 6—7. март 2015. (226—239). Универзитет у Приштини – Косовска Митровица Учитељски факултет у Призрену – Лепосавић.
- Јасна Љ. Парлић Божовић (2015). Настава и педагошка пракса из угла Сретена Аџића. У: А. Мандак (ур) 2015. Зборник сажетака с научног скупа с међународним учешћем Настава и наука у времену и простору, одржаног у Лепосавићу, 6—7. март 2015. Универзитет у Приштини – Косовска Митровица Учитељски факултет у Призрену – Лепосавић.
- Јасна Парлић Божовић, Васпитање и образовање у роману „Стрма обала” Вука Филиповића, Живот и дело Вука Филиповић, Филозофски факултет Универзитета у Приштини, Косовска Митровица, 2013, стр. 173—184.
- Јасна Парлић Божовић, Прва школа у Ибарском Колашину у оквиру манастира Дубоки Поток, Културно наслеђе Косова и Метохије: историјске тековине Србије на Косову и Метохији и изазови будућности, зб. 1, Филозофски факултет Универзитета у Приштини, Косовска Митровица, Канцеларија за КиМ Владе Републике Србије, 1, 2013, стр. 297—312.
- Јасна Парлић Божовић, The impotance of and the need for a permanent education and professional teacher development, Образовање и усавршавање наставника: дидактичко–методички приступ, Учитељски факултет у Ужицу Универзитета у Крагујевцу, 2010, стр. 486—506.
- Јасна Парлић Божовић, Школа у функцији развоја културног и националног идентитета младих на подручју Космета, Традиција, промене, историјско наслеђе, питања државности и националног идентитета на Косову и Метохији, Лепосавић: Институт за српску културу, 2014, стр. 397—419.
- Качапор Саит, Арсић Звездан, Јасна Љ. Парлић Божовић, Уредници поглавља за Катедру за педагогију, Филозофског факултета Приштина у Косовској Митровици, 2015.
- Јасна Љ. Парлић Божовић, Педагошки значај књижевног опуса и просветни рад Григорија Божовића, поетика Григорија Божовића, стр. 467—480.
- Јасна Парлић Божовић, Историја просвете и школства на територији Ибарског Колашина, Стари Колашин, 2012, Филозофски факултет Универзитета у Приштини, Косовска Митровица, стр. 209—241.
- Јасна Парлић Божовић, Духовно богатство подмлатка као средство и циљ унапређивања квалитета живота–тежња и потреба, Унапређивање квалитете живота младих, 2012, Едукацијско–рехабилитацијског факултета Универзитета у Тузли, стр. 297—304.
- Јасна Љ. Парлић Божовић и Драгана Божовић, Тематски зборник са научног скупа са међународним учешћем Иновације у васпитању и образовању, дигитализација, иновативни програми и модели, Лепосавић 2017, Савремена наставно–образовна технологија у функцији традиционалних и савремених комуниколошких вештина наставника.
- Јасна Љ. Парлић Божовић, Бранко Јовановић, Улога наставе у остваривању циљева националног и интеркултуралног васпитања, Зборник Учитељског факултета, Ужице, 2011, Настава и Учење – стање и проблеми, стр.149—164.
- Јасна Љ. Парлић Божовић, Јелена Љ. Парлић Милосављевић, Значај интеркултуралног образовања у школи данас (457—468). Тематски зборник 7. Међународне конференције „Унапређење квалитете живота деце и младих” 24—26. 2016, Тузла, Босна и Херцеговина, Удружење за подршку и креативни развој деце и младих, Едукацијско–рехабилитацијски факултет Универзитета у Тузли.
- Јасна Парлић Божовић, Сарадња породице и школе у процесу припреме деце за полазак у школу (89—100), Тематски зборник VIII Међународна–научно стручна конференција „Унапређење квалитете живота дјеце и младих” 23—25. јун 2017. Аранђеловац. Србија, Удружење за подршку и креативни развој дјеце и младих, Едукацијско–Рехабилитацијски факултет Универзитета у Тузли.
- Парлић Божовић Љ. Јасна, Неки аспекти прилагођавања улоге наставника савременој школи, Српска академија образовања, Годишњак САО, Уредник: Проф. Др Никола Поткоњак, Зборник са међународног научног скупа, Београд.
- Јасна Парлић Божовић, Образовање Срба у време турске власти, Зборник Филозофског факултета Приштина, Филозофски факултет Универзитета у Приштини, 41/2011, Косовска Митровица, стр. 235—246.
- Јасна Парлић Божовић, Критички осврт на различите погледе о педагогији Сретена Аџића, Зборник Филозофског факултета Приштина, Филозофски факултет Универзитета у Приштини, бр. 36/2006, Косовска Митровица, стр. 145—160.
- Јасна Парлић Божовић, Тумачење појмова васпитање и образовање у делима Милоша Милошевића. Педагогија, 66(1), 2011, Београд, стр. 161—167.
- Јасна Парлић Божовић, Приказ књиге др Јована Пурића „Богословље и педагогика св. Јована Златоустог”. Зборник радова Филозофског факултета у Приштини, (41), 2011, стр. 657—665.
- Јасна Љ. Парлић Божовић, Тумачење основних педагошких појмова васпитање и образовање у делима Милоша Милошевића, часoпис „Педагогија” (Pedagogy) бр. 1—11, Главни уредник: Проф. др Раденко С. Круљ, Одговорни уредник: Проф. Др Бошко Влаховић.
- Јасна Парлић Божовић, Образовање и васпитање делима Вићентија Ракића, Зборник радова филозофског факултета  Приштина (М 51), Филозофски факултет Универзитета у Приштини, бр. XLV (1) 2015, Косовска Митровица, стр.209—227.
- Јасна Парлић Божовић, Анализа коришћења појмова васпитање и образовање у делу Љубомира Протића, Зборник радова филозофског факултета Приштина, Филозофски факултет Универзитета у Приштини, ХLV(2) 2015, Косовска Митровица, стр.137—151.
- Jasna Parlić Božović, Historical Approach of Contemporary Understanding  Of School In Globalization,Collection of Papers  Of The Faculty Of Philosophy (Zbornik radova filozoskofskog fakulteta), Kosovska Mitrovica, XLV(3) 2015, pp.119—140.
- Јасна Љ. Парлић Божовић, Наука и традиција из методичке делатности управника Прве мушке учитељске школе у Србији, Научни часопис Радови 15(2),Филозофски факултет Пале, Универзитет у Источном Сарајеву 2013.
- Јасна Парлић Божовић, Образовање и васпитање у делима Вићентија Ракића, Зборник радова филозофског факултета Приштина, Филозофски факултет Универзитета у Приштини, бр XLV(1) 2015, Косовска Митровица, стр. 209—227.
- Јасна Парлић Божовић, Анализа коришћења појмова васпитање и образовање у делу Љубомира Протића, Зборник радова филозофског факултета Приштина, Филозофски факултет Универзитета у Приштини, ХLV(2) 2015, Косовска Митровица, стр.137—151.
- Јасна Љ. Парлић Божовић, Специфичност и значај интеркултуралног образовања у савременој школи, у Међународном тематском Зборнику: Улога образовања и васпитања у развијању хуманистичких, интеркултуралних и националних вредности, Косовска Митровица, стр.679—703.
- Јасна Парлић Божовић, Јелена Парлић Милосављевић и Татјана Вулетић. Духовное богатство молодежи как средство и цель улучшения качества жизни – содержание и перспективы. Международный научный вестник (вестник объединения православных ученых) 2016, 13—19.